# لمبانگ
لمبانگ (اندونزیایی: Lembang) شهری در استان جاوه غربی کشور اندونزی است. جمعیت این شهر بر اساس سرشماری سال ۱۹۹۰ میلادی، ۴۲٫۰۹۴ نفر و بر اساس سرشماری سال ۲۰۰۰ میلادی، ۱۲۹٫۴۸۷ بوده که در سال ۲۰۰۷ میلادی به ۲۱۳٫۵۷۶ نفر افزایش یافته‌است.